# Барлоу, Джон Нобл
Джон Нобл Барлоу (1861—1917) — английский художник, живший на рубеже XX века, известен преимущественно, как мастер пейзажа и художник-маринист.

## Биография

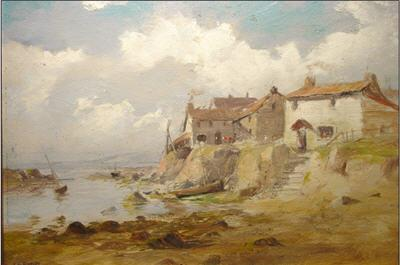
Дома рыбаков в деревне Ламорна, графство Корнуолл.

Джон Барлоу родился в 1861 году в Манчестере, Англия. Учился в Академии Жюлиана в Париже, потом в течение двух лет учился у художников Жюля Жозефа Лефевра и Жана-Жозефа Бенжамена-Констана. Барлоу учился в Бельгии, в Нидерландах и Нью-Йорке, США. Позднее он эмигрировал в США и в 1887 году получил американское гражданство. Там Барлоу жил в Провиденсе, Род-Айленд, был членом художественного клуба Провиденс Арт-Клуб (Providence Art Club).

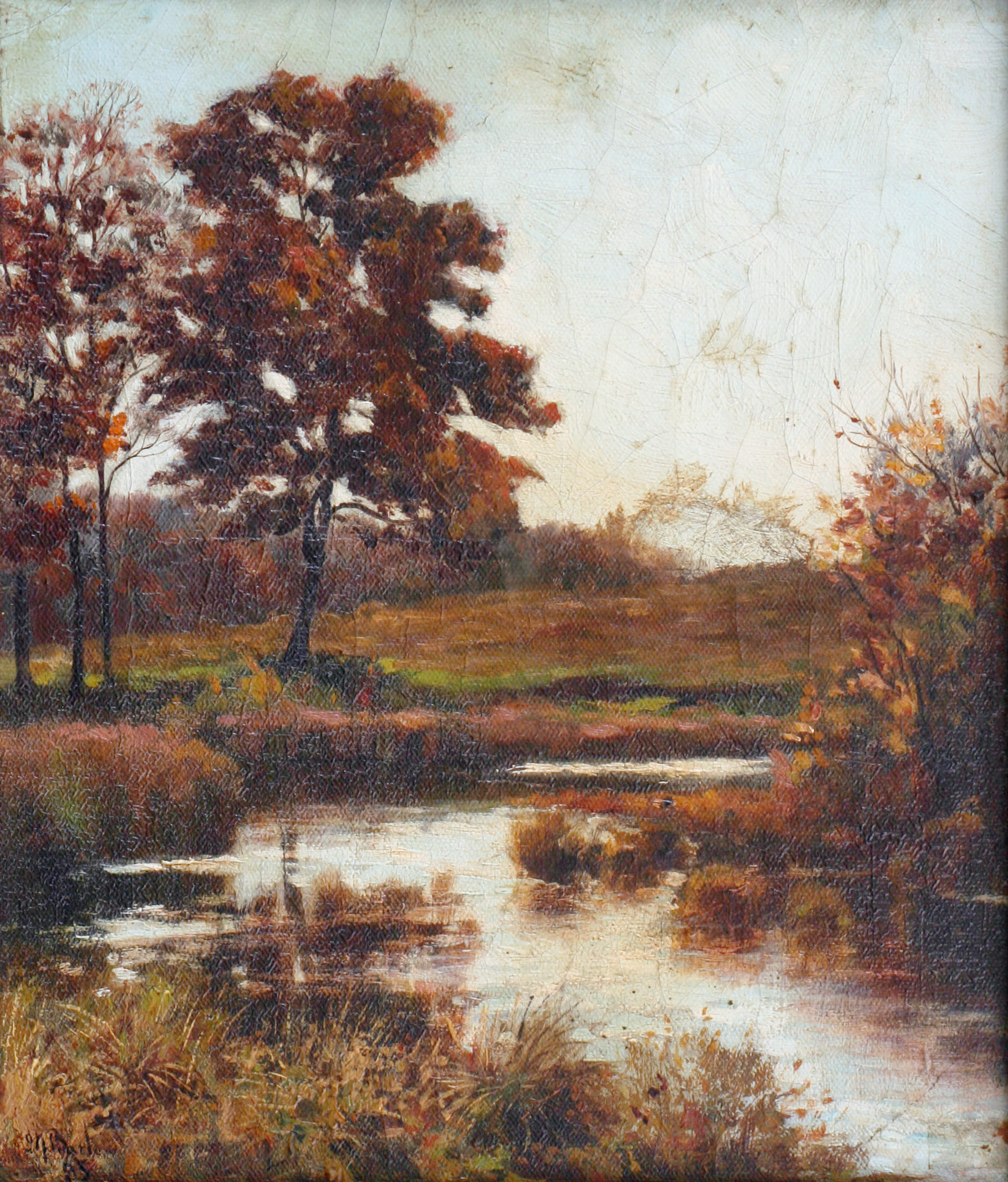
Река осенью, 1900

Свои работы выставлял в Национальной академии дизайна (Нью-Йорк) и Чикагском институте искусств. В 1889 году вернулся в Европу.
С 1891 года Барлоу жил в Англии. В Лондоне он женился на американке Мари-Элизабет Джонсон, затем, в 1892 году поселился в Сент-Айвс, Корнуолл (Великобритания). В 1896 году Барлоу стал членом Королевского общества британских художников (Royal Institute of Oil Painters, ROI), а в 1916 году стал членом Королевского института художников (Royal Institute of Oil Painters). В 1899 году получил медаль Парижского салона (Золотая медаль 3-го класса), а в 1900 году — медаль Парижской выставки.
Многие из поздних работ художника написаны в деревне Ламорна, графства Корнуолл, где у художника была студия. Его картина «Весна, Ламорна» считается наиболее известной на сегодняшний день.
Джон Барлоу скончался в 1917 году в городе Пензансе, графство Корнуолл.
Многие из учеников Барлоу и его школы стали известными художниками, среди них: Гарстиг Кокс (Garstin Cox), Уильям Кокс (William Cox), Дональд Генри Флойд (Donald Henry Floyd), Герберт Джордж (Herbert George), Анна Хиллс и др.

## Работы
Художник Барлоу известен своими пейзажами, включая морскими, изображениями закатов и восходов солнца, осенних пейзажей. Свои работы он подписывал как «J. N. Barlow». Картины художника хранятся в музее Rhode Island School of Design Museum в США. Часть работ находится в английских городах Cheltenham, Plymouth and Truro.